# Рашау-Маркерсбах
Рашау-Маркерсбах (нім. Raschau-Markersbach) — громада в Німеччині, розташована в землі Саксонія. Входить до складу району Рудні Гори.
Площа — 39,52 км2. Населення становить 4948 ос. (станом на 31 грудня 2020).